# Maurycy Wiener

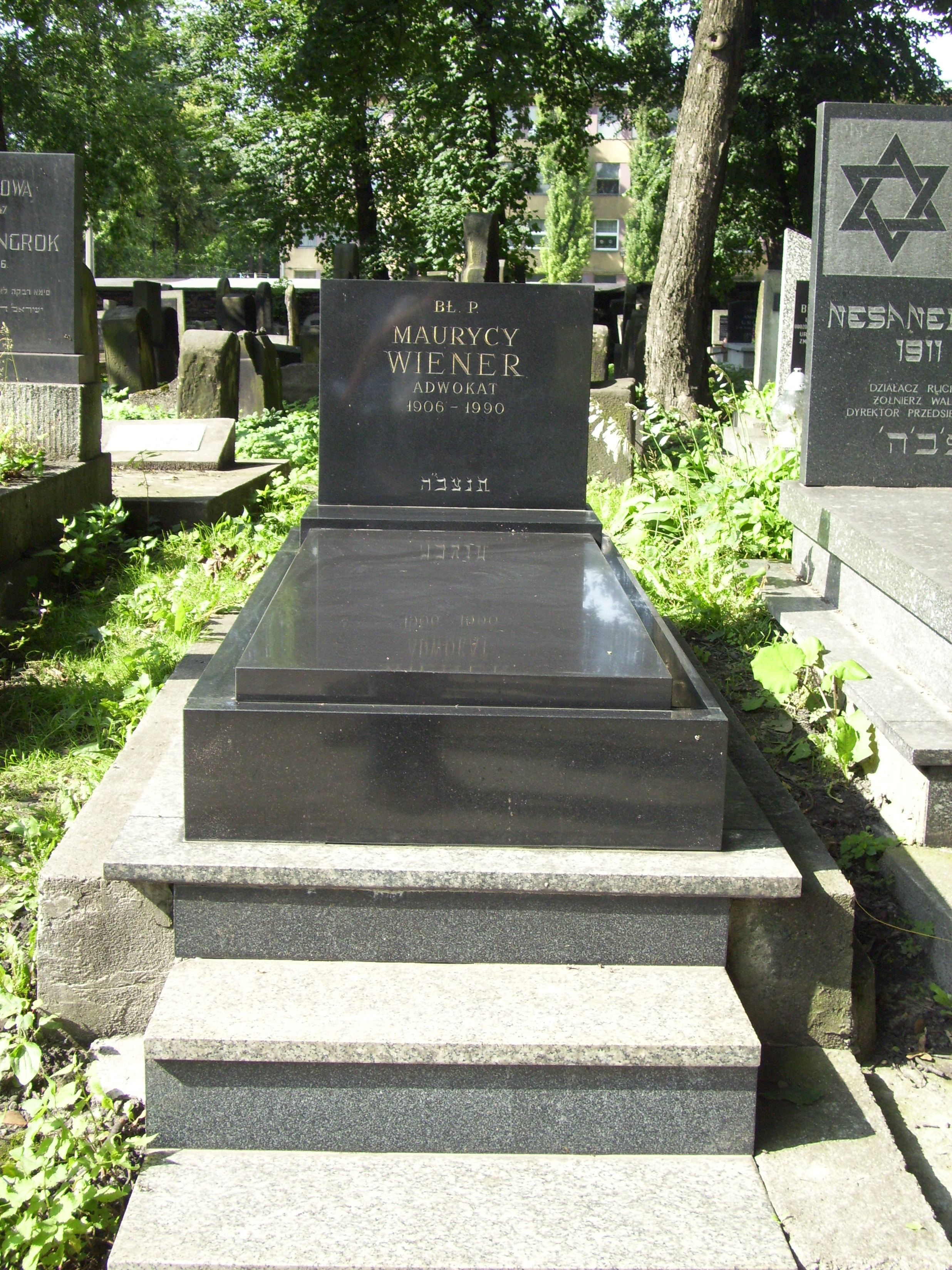
Grób Maurycego Wienera na nowym cmentarzu żydowskim w Krakowie

Maurycy Wiener (ur. 1 października 1906 w Krakowie, zm. 17 grudnia 1990 w Krakowie) – polski adwokat i działacz społeczności żydowskiej, wieloletni przewodniczący krakowskiego oddziału Towarzystwa Społeczno-Kulturalnego Żydów w Polsce.
Był członkiem PPR, a następnie PZPR. Ukończył studia na Wydziale Prawa Uniwersytetu Jagiellońskiego. Pochowany jest na nowym cmentarzu żydowskim przy ulicy Miodowej w Krakowie.